# غاردنرفيل
غاردنيرفيل (بالإنجليزية: Gardnervillle)‏ هي بلدة غير مدخلة  في مقاطعة دوغلاس في ولاية نيفادا الأمريكية، المتاخمة لمدينة ميندن مركز المقاطعة. وبلغ عدد السكان 5,566 نسمة في لتعداد عام 2010.
يمر طريق الولايات المتحدة 395 عبر مركز غاردنرفيل. طريق الولاية 207، والمعروف باسم كينغسبوري غريد، يربط غاردنرفيل إلى ستيتلاين وطريق الولايات المتحدة 50.

## التركيبة السكانية
حدّد مكتب تعداد الولايات المتحدة بيانات التركيبة السكانية لغاردنرفيل في تعداد الولايات المتحدة. في ما يلي، التركيبة السكانية حسب تعدادي 2000 و2010.

### تعداد عام 2000
بلغ عدد سكان غاردنرفيل 3,357 نسمة بحسب تعداد عام 2000، وبلغ عدد الأسر 1,473 أسرة وعدد العائلات 871 عائلة مقيمة في المنطقة السكنية. في حين سجلت الكثافة السكانية 270.7 نسمة لكل كيلومتر مربع (701.1/ميل2). وبلغ عدد الوحدات السكنية 1,556 وحدة بمتوسط كثافة قدره 125.5 لكل كيلومتر مربع (325.0/ميل2).
وتوزع التركيب العرقي للمنطقة السكنية بنسبة 89.93% من البيض و0.45% من الأمريكيين الأفارقة و1.07% من الأمريكيين الأصليين و1.28% من الأمريكيين ذوي الأصول الآسيوية و0.09% من سكان جزر المحيط الهادئ و5.30% من الأعراق الأخرى و1.88% من عرقين مختلطين أو أكثر و11.83% من الهسبانيون أو اللاتينيون من أي عرق.
بلغ عدد الأسر 1,473 أسرة كانت نسبة 30.1% منها لديها أطفال تحت سن الثامنة عشر تعيش معهم، وبلغت نسبة الأزواج القاطنين مع بعضهم البعض 43.2% من أصل المجموع الكلي للأسر، ونسبة 11.5% من الأسر كان لديها معيلات من الإناث دون وجود شريك، بينما كانت نسبة 4.4% من الأسر لديها معيلون من الذكور دون وجود شريكة وكانت نسبة 40.9% من غير العائلات. تألفت نسبة 33.1% من أصل جميع الأسر من عدة أفراد يعيشون في نفس المنزل ونسبة 13.5% كانت تتألف من شخص يعيش بمفرده يبلغ من العمر 65 عاماً أو أكثر. وبلغ متوسط حجم الأسرة المعيشية 2.21، أما متوسط حجم العائلات فبلغ 2.82.
بلغ العمر الوسطي للسكان 39.0 عاماً. وكانت نسبة 22.6% من القاطنين تحت سن الثامنة عشر، وكانت نسبة 7.5% بين الثامنة عشر والرابعة والعشرين عاماً، ونسبة 28.3% كانت واقعةً في الفئة العمرية ما بين الخامسة والعشرين والرابعة والأربعين عاماً، ونسبة 21.1% كانت ما بين الخامسة والأربعين والرابعة والستين، ونسبة 17.4% كانت ضمن فئة الخامسة والستين عاماً فما فوق. يوجد لكل 100 أنثى 96.0 ذكر، ويوجد لكل 100 أنثى في الثامنة عشر من عمرها فما فوق 91.1 ذكر.
بلغ متوسط دخل الأسرة في المنطقة السكنية 41,204 دولارًا، أما متوسط دخل العائلة فبلغ 46,154 دولارًا. وكان متوسط دخل الذكور 34,769 دولارًا مقابل 29,550 دولارًا للإناث. وسجل دخل الفرد الخاص بالمنطقة السكنية 20,670 دولارًا. وكانت نسبة 12.1% من العائلات ونسبة 15.1% من السكان تحت خط الفقر، وكان من هؤلاء نسبة 23.1% تحت سن الثامنة عشر ونسبة 13.6% في الخامسة والستين من العمر وما فوق.

### تعداد عام 2010
بلغ عدد سكان غاردنرفيل 5,656 نسمة بحسب تعداد عام 2010، وبلغ عدد الأسر 2,453 أسرة وعدد العائلات 1,426 عائلة مقيمة في المنطقة السكنية. في حين سجلت الكثافة السكانية 456.1 نسمة لكل كيلومتر مربع (1,181.3/ميل2). وبلغ عدد الوحدات السكنية 2,687 وحدة بمتوسط كثافة قدره 216.7 لكل كيلومتر مربع (561.3/ميل2).
وتوزع التركيب العرقي للمنطقة السكنية بنسبة 88.95% من البيض و0.37% من الأمريكيين الأفارقة و1.50% من الأمريكيين الأصليين و2.03% من الأمريكيين ذوي الأصول الآسيوية و0.23% من سكان جزر المحيط الهادئ و4.24% من الأعراق الأخرى و2.67% من عرقين مختلطين أو أكثر و14.53% من الهسبانيون أو اللاتينيون من أي عرق.
بلغ عدد الأسر 2,453 أسرة كانت نسبة 30.5% منها لديها أطفال تحت سن الثامنة عشر تعيش معهم، وبلغت نسبة الأزواج القاطنين مع بعضهم البعض 41.9% من أصل المجموع الكلي للأسر، ونسبة 11.8% من الأسر كان لديها معيلات من الإناث دون وجود شريك، بينما كانت نسبة 4.4% من الأسر لديها معيلون من الذكور دون وجود شريكة وكانت نسبة 41.9% من غير العائلات. تألفت نسبة 35% من أصل جميع الأسر من عدة أفراد يعيشون في نفس المنزل ونسبة 18% كانت تتألف من شخص يعيش بمفرده يبلغ من العمر 65 عاماً أو أكثر. وبلغ متوسط حجم الأسرة المعيشية 2.28، أما متوسط حجم العائلات فبلغ 2.96.
بلغ العمر الوسطي للسكان 41.0 عاماً. وكانت نسبة 24% من القاطنين تحت سن الثامنة عشر، وكانت نسبة 7.2% بين الثامنة عشر والرابعة والعشرين عاماً، ونسبة 23.4% كانت واقعةً في الفئة العمرية ما بين الخامسة والعشرين والرابعة والأربعين عاماً، ونسبة 25.2% كانت ما بين الخامسة والأربعين والرابعة والستين، ونسبة 20.1% كانت ضمن فئة الخامسة والستين عاماً فما فوق. وتوزع التركيب الجنسي للسكان بنسبة 48.2% ذكور و51.8% إناث.

## المناخ
يظهر الجدول التالي التغييرات المناخية على مدار السنة لغاردنرفيل:
| البيانات المناخية لـغاردنرفيل     | البيانات المناخية لـغاردنرفيل | البيانات المناخية لـغاردنرفيل | البيانات المناخية لـغاردنرفيل | البيانات المناخية لـغاردنرفيل | البيانات المناخية لـغاردنرفيل | البيانات المناخية لـغاردنرفيل | البيانات المناخية لـغاردنرفيل | البيانات المناخية لـغاردنرفيل | البيانات المناخية لـغاردنرفيل | البيانات المناخية لـغاردنرفيل | البيانات المناخية لـغاردنرفيل | البيانات المناخية لـغاردنرفيل | البيانات المناخية لـغاردنرفيل |
| الشهر                             | يناير                         | فبراير                        | مارس                          | أبريل                         | مايو                          | يونيو                         | يوليو                         | أغسطس                         | سبتمبر                        | أكتوبر                        | نوفمبر                        | ديسمبر                        | المعدل السنوي                 |
| --------------------------------- | ----------------------------- | ----------------------------- | ----------------------------- | ----------------------------- | ----------------------------- | ----------------------------- | ----------------------------- | ----------------------------- | ----------------------------- | ----------------------------- | ----------------------------- | ----------------------------- | ----------------------------- |
| متوسط درجة الحرارة الكبرى °ف (°م) | 45 (7)                        | 51 (11)                       | 57 (14)                       | 64 (18)                       | 73 (23)                       | 82 (28)                       | 91 (33)                       | 89 (32)                       | 82 (28)                       | 70 (21)                       | 56 (13)                       | 47 (8)                        | 67 (19)                       |
| متوسط درجة الحرارة الصغرى °ف (°م) | 17 (−8)                       | 22 (−6)                       | 25 (−4)                       | 30 (−1)                       | 37 (3)                        | 43 (6)                        | 48 (9)                        | 46 (8)                        | 39 (4)                        | 30 (−1)                       | 23 (−5)                       | 18 (−8)                       | 32 (0)                        |
| الهطول إنش (مم)                   | 1.6 (41)                      | 1.2 (30)                      | 0.8 (20)                      | 0.5 (13)                      | 0.5 (13)                      | 0.4 (10)                      | 0.3 (7.6)                     | 0.3 (7.6)                     | 0.3 (7.6)                     | 0.5 (13)                      | 0.9 (23)                      | 1.4 (36)                      | 8.6 (220)                     |
| المصدر: Weatherbase               |                               |                               |                               |                               |                               |                               |                               |                               |                               |                               |                               |                               |                               |

## أعلام
- لورانس جاكوبسن
- تيد كونولي